# 시마다 요코
시마다 요코(일본어: 島田陽子, 1953년 5월 17일~2022년 7월 25일)는 일본의 배우이다.

## 출연 작품

### 영화
- 《가면라이더》
- 《모래그릇》

### TV
- 《가면라이더》
- 《화려한 일족》
- 《하얀 거탑 (소설)》
- 《황금의 나날》